# Station Howden
Howden is een spoorwegstation van National Rail in Howden, East Riding of Yorkshire in Engeland. Het station is eigendom van Network Rail en wordt beheerd door Northern Rail. Het station is geopend in 1840.